# Urania Genève Sport
Urania Genève Sport is een Zwitserse voetbalclub uit Genève. De club werd in 1896 als FC Urania gesticht. In 1922 fuseerde de club met FC Genève en werd zo Urania Genève Sport. De club speelde vooral in de hoogste afdeling in de beginjaren.
FC Genève speelde veertien seizoenen op het hoogste niveau en Urania negentien seizoenen.

## Geschiedenis

### FC Genève
FC Genève nam in 1904/05 voor het eerst deel aan het kampioenschap en werd laatste in zijn groep. Ook de volgende twee seizoenen werd de club afgetekend laatste en kwam dan pas terug naar de hoogste klasse in 1910. In 1911/12 kon de club voor het eerst een betere prestatie neerzetten; de club werd derde achter Servette en Cantonal Neuchâtel. De volgende jaren eindigde de club weer in de middenmoot of onderaan en werd in 1918/19 opnieuw derde. De volgende drie seizoenen eindigde de club in de lagere middenmoot en in 1922 fusioneerde de club met FC Urania.

### Urania Genève Sport
FC Urania, dat in 1896 werd opgericht, speelde geen rol van betekenis in het Zwitserse voetbal tot aan de fusie met FC Genève in 1922. De fusieclub ging verder op het elan van FC Genève en eindigde vaker van onder dan van boven in de aanvangsjaren totdat de club in 1928/29 verrassend kampioen werd in zijn reeks. In de eindronde begon Urania met een gelijkspel tegen latere kampioen Young Boys Bern en verloor dan van Grasshopper Zürich, waardoor de club derde en laatste eindigde. Troostprijs dat jaar was wel de bekeroverwinning tegen de Young Boys. Twee jaar later werd de club opnieuw groepswinnaar. Dat seizoen stootte ook de nummer twee door waardoor er zes clubs deelnamen aan de eindronde. Urania werd vicekampioen achter de Grasshoppers. Het volgende seizoen werd de club tweede en daarna laatste in de eindronde. Dat jaar plaatste de club zich ook voor de bekerfinale, maar kreeg daar een 5-1 pandoering van de Grasshoppers.
In 1933/34 was de club medeoprichter van de Nationalliga A. Voor het eerst werd het kampioenschap beslecht in één reeks zoals de moderne competitie. Met één punt achterstand op FC La Chaux-de-Fonds degradeerde de club. De volgende seizoenen eindigde de club in de middenmoot van de tweede klasse en streed pas eind jaren dertig opnieuw mee om promotie. De club werd zes keer vicekampioen en promoveerde in 1946 terug naar de hoogste klasse. Urania werd laatste en werd meteen weer naar de Nationalliga B verwezen, maar kon dit keer meteen de titel pakken daar na een testwedstrijd tegen FC Chiasso. De derde poging in de Nationalliga liep even faliekant af als de vorige twee en de club speelde nu tot 1955 in de tweede klasse. In 1955/56 liet Urania FC Zürich, FC Grenchen en FC Fribourg achter zich en kon zo het behoud verzekeren. Het volgende seizoen werd de club zelfs vijfde en eindigde drie plaatsen boven stadsrivaal Servette. In 1958 kwam Urania weer dicht bij degradatie, maar kon het behoud verzekeren na een play-off tegen FC Winterthur. Dit was echter uitstel van executie, het volgende seizoen degradeerde de club. Na enkele seizoenen keerde de club in 1965/66, maar werd opnieuw laatste. Het was de laatste keer dat de club op het hoogste niveau kon spelen.
In 1971 degradeerde de club zelfs naar de derde klasse en kon pas in 1988 terugkeren. Twee seizoenen later degradeerde Urania opnieuw, maar kon de afwezigheid nu met één seizoen beperken. In 1994 eindigde de club afgetekend laatste en degradeerde. Het volgende seizoen eindigde al even catastrofaal met vijf punten en de club belandde nu zelfs in de vierde klasse. Na tien jaar kon de club terugkeren naar de derde klasse en kon maar net de degradatie vermijden. Het volgende seizoen werd de club derde na Servette, dat door het weigeren van een licentie in de derde klasse beland was, en Etoile Carouge. Urania mocht deelnemen aan de eindronde om promotie en versloeg in de halve finale FC Biel-Bienne, maar verloor dan in de finale van Servette. In 2007 werd Urania vicekampioen na Etoile Carouge en versloeg in de eindronde Red Star Zürich, maar verloor in de finale dan van FC Gossau. In 2007/08 werd Urania opnieuw derde en verloor dit keer in de eerste ronde van Biel-Bienne.

## Erelijst
- Zwitserse voetbalbeker

1929

## Bekende (oud-)spelers
- Bernard Challandes